# Euphorbia trachysperma
Euphorbia trachysperma är en törelväxtart som beskrevs av Georg George Engelmann. Euphorbia trachysperma ingår i släktet törlar, och familjen törelväxter. Inga underarter finns listade i Catalogue of Life.